# Schlagetal
Schlagetal ist ein Ortsteil der Kreisstadt Saalfeld/Saale im Landkreis Saalfeld-Rudolstadt in Thüringen.

## Lage
Der Ortsteil befindet sich im Thüringer Schiefergebirge nördlich von Reichmannsdorf. Nördlich liegt die Gemeinde Meura. Sie grenzt sich natürlich durch einen mauerartig emporragenden Meurafelsen zum Schlagetal ab.

## Geschichte
Schlagetal wurde am 21. Dezember 1386 erstmals urkundlich genannt. 1768 errichteten Lauschaer Glasbläser im Süden des Schlagetals nahe Reichmannsdorf die Glashütte Sophienthal, die vorwiegend von der Herstellung von Behälterglas für den Olitätenhandel lebte. Dafür nutzten die Glasmacher aus dem Gestein vom Töpfersbühl gewonnenen Sand, der ein UV-Strahlung absorbierendes Waldglas erzeugt, dass die ätherischen Inhaltsstoffe der Olitäten länger haltbar sein ließ.
Zum 1. Januar 2019 kam Schlagetal im Zuge der Eingemeindung von Reichmannsdorf zur Stadt Saalfeld/Saale.